# Joan Roís de Corella
Joan Roís de Corella i de Cabrera (Gandia o València, 28 de setembre de 1435 - València, 6 d'octubre de 1497), senyor de l'alqueria de Beneito i senyor de Miraflor (La Marina Alta), fou un religiós conegut per la seva obra literària. Tant la seva vida com la seva obra estan condicionades per les transformacions socioculturals que es van produir al segle xv amb el pas de l'època medieval al Renaixement.

## Biografia
Fill major d'un noble cavaller (Ausiàs Roís de Corella), estava emparentat de lluny amb el comte de Cocentaina i tingué una íntima relació amb el poeta Ausiàs March, trenta anys més gran que ell. Així, el 1443, fou un dels testimonis en el contracte matrimonial entre el poeta i la seva segona muller (Joana Escorna). La mare es deia Aldonça Cabrera i era filla de Joan de Cabrera i d'Alamanda. El matrimoni tingué quatre fills: Joan, Manuel, que es feu frare, Lluís i Dalfina.
Roís de Corella era el fill primogènit d'una família de la noblesa i havia de dedicar-se, per tant, a la carrera militar (cas d'Ausiàs March) o a la diplomàcia. No podia ser ni advocat ni metge, professions reservades a l'estament burgès. I encara menys indicat era entrar en la carrera eclesiàstica. Segons els estudiosos, sembla que Roís de Corella trencà tota aquesta rígida distribució, ja que no fou militar, i per contra, cap a la maduresa ingressà en l'estament eclesiàstic. Aquesta dada és interessant de tenir en compte per a després poder entendre alguns aspectes bàsics de la seva obra. Per una sèrie de documents notarials i testamentaris, datats entre 1468 i 1471, se sap que almenys als trenta-cinc anys, Joan Roís de Corella ja era mestre en teologia: el reverend e magnífic Mossèn Joan de Corella, cavaller e mestre en sancta Teologia. La qual cosa, tal com remarca Martí de Riquer no volia dir que ja fos sacerdot, car sembla que la intitulació de reverend i de mestre en teologia no suposaven haver estat ordenat in sacris.
De molt jove, pels volts de la vintena d'anys, entre 1453 i 1456, s'inicià en l'exercici de l'escriptura. Una mostra interessant d'aquesta pràctica seria, entre d'altres, el debat epistolar amb el príncep Carles de Viana, qui elogiava la destresa del jove Roís en les arts amatòries i literàries.
La seva vida sentimental fou molt intensa, ja que a partir de les nombroses aventures amoroses anònimes a què fa referència al llarg dels seus escrits, han pogut ser documentades diverses experiències. Així, les mantingudes amb Caldesa, dama no identificada però que degué ser un amor de joventut; les de Iolant Durleda, de qui s'han trobat cartes d'amor; les de Lionor de Flors, viuda de Vallterra i, finalment, les hagudes amb Isabel Martines de Vera. Amb aquesta última dama, de qui no se sap res referit al seu estat, les relacions hagueren d'iniciar-se almenys a partir de 1473, ja que l'any següent els nasqué un fill. En aquella data, Roís de Corella ja devia haver entrat en els ordes sacerdotals, únic motiu que possiblement l'impedí d'esposar la dama. Aquesta hipòtesi és ratificada pel procés seguit per tal d'atorgar testament. El 30 d'agost de 1478, mossèn Joan Roís de Corella feu testament a favor de la seva germana Dalfina. Entre els objectes que hi havia, hi era la biblioteca de l'escriptor. Un total de 780 volums foren donats a la seva mort als frares del convent de Sant Francesc de València. Tanmateix, un cop mort el poeta, els hereus reals foren els fills haguts amb Isabel Martines de Vera. Quatre dies després de la defunció, Dalfina feu donació voluntària de l'herència a Joan Roís de Corella, donzell, i Estefania Roís de Corella, donzella. La qual cosa ens ratifica que, pels voltants de 1473, devers els quaranta anys, l'escriptor ja havia estat ordenat sacerdot i no podia testar ni a favor de l'amistançada ni dels fills naturals.
En morir Roís de Corella tenia una cambra a la seva disposició al convent de Sant Francesc, prova de la seva creixent religiositat a mesura que s'anà fent vell. Efecte tot plegat del penediment que degué sentir de la passada vida mundana.
Aquesta vida tan agitada fa entendre que la dedicació religiosa no va ser producte de cap mena de vocació, sinó un refugi per tal d'evitar les activitats polítiques i militars. Mantingué relacions literàries amb els escriptors de l'aristocràcia valenciana de la segona meitat del segle xv, amb Bernat Fenollar i amb el príncep Carles de Viana.
La seva obra —escrita en vers i en prosa, i de temàtica tant religiosa com profana— va ser molt divulgada per la València d'aleshores, coneguda en tertúlies literàries i imitada per altres autors. Els manlleus de Corella que hi ha per tot el Tirant lo Blanc ho demostren: Joanot Martorell sabia de memòria algunes de les seves obres.

## Obra
Roís de Corella és considerat el màxim representant de l'humanisme renaixentista als Països Catalans i fou l'últim escriptor important de renom fins a la Renaixença.
L'amor es convertirà en el centre temàtic de tota la seva producció: escriu per alleugerir els sofriments que li provoquen unes agitades relacions amoroses. Per això, els elements autobiogràfics i sentimentals són les característiques més importants de la seva obra literària, juntament amb el desenvolupament d'unes noves formes d'expressió completament innovadores en la nostra literatura i, fins i tot, a nivell europeu. Va escriure tant en prosa com en vers i va aplicar tècniques d'un gènere a l'altre; d'aquesta manera es poden trobar narracions curtes i poemes inserits en algunes narracions.
En Corella és també el màxim exponent de la valenciana prosa: la prosa corelliana segueix el model aristocratitzant dels escriptors del segle xv, amb el predomini d'expressions ampul·loses i retòriques. Prosa artificiosa però harmònica i elegant que connecta amb l'esperit humanista de finals del segle xv. Una altra característica de la seva prosa, anomenada prosa d'art o prosa artitzada, és l'ús de metàfores i descripcions escenogràfiques, producte dels ambients renaixentistes en què vivia.
En la poesia segueix utilitzant el tradicional decasíl·lab amb lleus variacions, però Corella aconsegueix en els versos un ritme més àgil i suau que els anteriors poetes medievals; d'aquesta manera, s'acosta a la poesia italiana.
La seva obra en vers es caracteritza per parlar de l'amor des d'una perspectiva desenganyada i trista. També va escriure poesia religiosa.
Roís de Corella fou un gran coneixedor de la literatura clàssica i enllaçà amb Bernat Metge amb la voluntat humanística de reconstruir damunt de la llengua catalana el prestigi literari del llatí clàssic. Aquestos objectius no es van aconseguir perquè en arribar el Renaixement, la literatura catalana culta inicia la seva davallada. L'autor clàssic que més s'ajustava a la seva personalitat enamoradissa fou Ovidi, i d'aquest prengué la temàtica argumental i el dramatisme sentimental de les seues narracions. Pel que fa als clàssics més contemporanis, cal destacar, sobretot, Boccaccio, de qui imitarà les tècniques de la narrativa sentimental.
L'obra de Roís de Corella no va aconseguir la fama i el prestigi d'altres autors valencians del segle xv perquè ell va escriure per a l'aristocràcia i aquesta va començar a donar l'esquena al català i es decantà pel prestigi de la literatura castellana, sobretot, a partir de la guerra de les Germanies (1520-1522), 

### Obra. La modernitat
L'obra literària de Roís de Corella, per la diversitat dels temes i les tècniques emprades en escriure-la, exemplifica com cap altra els canvis profunds que es produïren en les nostres lletres de finals del segle xv. Joan Lluís Marfany (Barcelona, 1943), ha qualificat la seva poesia com un camí sense demà. I així fou, fent-ho extensible també a la prosa. Autor de formació i temàtica fonamentalment medieval, fou el brillant epígon d'un llarg període de normalitat literària, que podia haver estat el punt d'arrencada de la modernitat del barroc valencià. Però les circumstàncies històrico-culturals no el permeteren.
L'aristocràcia, classe a la qual pertanyia Corella i d'on procedien la major part d'escriptors de l'època, era la que havia d'haver potenciat la presència de l'obra corelliana en les lletres del XVI partint, sobretot, de la gran popularitat que assolí en vida i dels nous camins estilístics i tècnics que oferia. Tanmateix, després de la guerra de les Germanies (1520-1522), l'agombolament d'aristocràcies al voltant de Germana de Foix, inicià un procés d'intensíssima castellanització de les lletres valencianes a Valencià.
És cert que l'obra de Corella influí significativament alguns autors valencians que s'expressaven en castellà (Gaspar Gil Polo), però la traducció genuïna s'havia trencat i Corella i la seva obra caigueren en l'oblit més absolut o en una mala valoració per part d'alguns erudits il·lustrats, fins pràcticament els nostres dies. I encara, recentment, Jordi Carbonell ha pogut afirmar: és el menys conegut i el menys estudiat dels clàssics de la literatura valenciana.
S'ha designat Corella com el nostre últim gran escriptor medieval. Seguint l'ús d'aquests tòpics, també podríem dir que és en alguns aspectes el primer escriptor no medieval. Fou un dels màxims conreadors del que a finals del XV s'anomenava valenciana prosa. En definitiva, el terme no volia dir altra cosa que una manera d'escriure el català afectada, culta, ampul·losa i retoritzant, tendència aquesta que tot just iniciada podia haver-nos aconduït, en circumstàncies normals, envers una plenitud barroca amb les mínimes influències castellanes.
En el pla estrictament temàtic, Corella feu ús com a matèria literària de nombrosos elements autobiogràfics, sentimentals i referits a l'entorn social. D'altra banda, aplica als seus personatges una incipient tècnica d'anàlisi psicològica, basada, sobretot, en l'expressió dels seus sentiments (amor, alegria, tristesa, solitud, angoixa, etc.). I és també en aquest nivell on se serví dels elements de la naturalesa com a contrapunts dels diversos estats d'ànim.
És remarcable, sobretot a la Tragèdia de Caldesa i l'Oració per citar només dos exemples, l'interès que sentí Corella per ambientar les seves obres d'acord amb els gustos teatralitzants del Renaixement. Les accions se situen en el marc d'unes acurades escenografies i són narrades amb una llengua feta d'imatges poètiques de gran plasticitat, les quals fan pensar més d'una vegada en un esbós de pintura. Malgrat el que podria fer pensar aquesta tendència al to grandiloqüent, aquest sempre és intimista, delicat, la qual cosa en aquells moments significava una important innovació literària.
Corella també fou un innovador en el camp estricte de la poesia. Tot i seguir la tradició ausiasmarquiana del decasíl·lab, l'acostà, amb el canvi accentual de la quarta a la sisena o bé, a la quarta i vuitena síl·labes, vers la nova musicalitat de la lírica italiana. Conreà també el virolai i se serví de forma esparsa del vers d'arte mayor de tradició castellana. Malgrat aquests trets prou definidors, per Corella no existia una diferència absoluta de gèneres. Sovint, en les proses curtes hi aplicava determinades tècniques de la poesia lírica, bo i intercalant-hi, a més a més reeixits fragments en vers de la seva producció.
En definitiva, l'actitud humana i l'obra de Corella, tal com remarca Carbonell, són l'encarnació de la crisi de l'esperit cavalleresc. Les lluites guerreres han estat substituïdes per les amoroses amb actituds molt més properes a l'humanisme. L'amor però, ja no respon als usuals i gastats tòpics de l'amor cortès trobadoresc. Els esquemes han estat capgirats i, amb ells, en gran part, els sistemes de valors. Així, Corella és lluny del misogínia medievalitzant. Les dones prenen un paper destacat en la ficció literària. Potser en part, aquesta innovació fou deguda al fet que el nucli més important de seguidors de la seva obra fos femení. Recordem els versos de Jaume Gassull: Diga-us-ho ella,/ que del senyor Mossèn Corella / lig lo més dies / totes les sues poesies.
En la idealitat narrativa la dona és tractada amb mentalitat moderna. A part de ser les protagonistes de les històries, en narren els fets. Ara bé, quan Corella passa a descriure experiències personals en el camp de les relacions amoroses, sura la realitat misògina medieval, tot i que amb una variada gamma de trets innovadors i personals. Així, quan ha d'afrontar l'engany de l'amada, ho fa prenent una actitud d'una profunda sinceritat, quedant com a cornut i havent d'acceptar el triomf de la dama. Una actitud tan teòrica com es vulgui, però que prefigurava una modernitat literària definida pel mateix poeta al final de la Tragèdia de Caldesa, com quan exclama: Acceptant la ploma que sovint greus mals descansa. Així doncs, per Corella, la literatura a part de l'art, transmissora d'idees, eina moralitzadora...era, sobretot, una via de desfogament, tal com l'entengueren molts anys després -segons Joan Fuster- els romàntics.
Tot el conjunt d'aportacions personals de Corella a la literatura catalana, vistes amb una suficient perspectiva històrica, estan ben allunyades de les modes en voga de l'època, bo i prefigurant un cas excepcionalment singular en la literatura europea de finals del segle xv.

### Obra profana

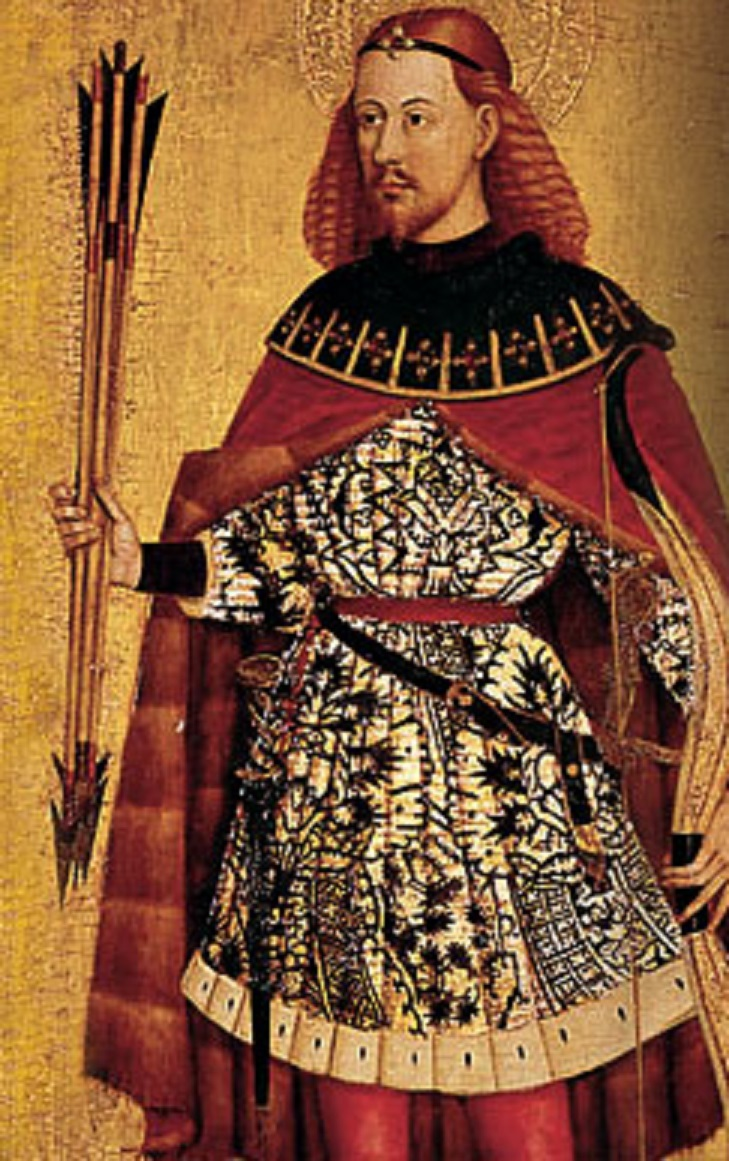
Ausiàs March, gran amic de Joan Roís de Corella

Comprèn obres escrites tant en prosa com en vers, marcades quasi sempre per una temàtica amorosa.
Cal destacar la Tragèdia de Caldesa. Es tracta d'una novel·la molt breu, escrita als voltants de 1458, que narra la infidelitat d'una donzella, amant de Corella, de nom Caldesa. L'acció s'esdevé a la cambra de la donzella on l'autor està esperant-la, i observa desesperadament des d'una finestra com Caldesa festeja amb un jove de més baixa condició social. Una vegada ella ha acabat, es presenta davant el poeta com si res no haguera passat. La resposta de Corella concorda amb el títol genèric de la tragèdia amb un discurs on expressa patèticament la sensació d'engany i decepció. En l'obra s'insereixen uns perfectes versos per completar hiperbòlicament els sentiments del poeta envers el desenllaç amb Caldesa. La reacció de Corella en aquesta història justifica l'honestedat i la sinceritat d'un autor modern completament allunyat de l'amor cortés medieval.
El Parlament en casa de Berenguer Mercader és una obra original on descriu una vetllada literària en l'actual Palau dels Mercader entre personatges reals de la ciutat de València, els quals han de contar una història amorosa de la mitologia clàssica, la majoria tretes de la Metamorfosi d'Ovidi. L'obra presenta moltes similituds quant a l'estructura amb el Decameró de Boccaccio.

### Obra religiosa
Les obres religioses foren escrites durant la seva maduresa; també hi alterna la poesia amb la prosa. La prosa religiosa, igual que la poesia, són escrites amb les mateixes tècniques que en la literatura profana.
Aquestos poemes són també una prova de la falta de vocació religiosa de l'autor, ja que, igual que en altres poemes religiosos, s'observa un to desapassionat i distant.
La vida gloriosa de santa Anna es tracta d'una amplificada i dilatada biografia de la mare de la Verge Maria. Apareix el tema del matrimoni que durant molts anys no té descendència. Quant a l'estil, cal assenyalar que aquesta obra no presenta el característic estil pompós i retòricament complicat propi de Corella, probablement perquè anava adreçat a una dona inculta que havia d'entendre el text.
A Història de la gloriosa santa Magdalena narra la història de santa Magdalena, bevent de fonts bíbliques, i després acull les divulgades llegendes de penitència de l'antiga pecadora. Aquesta és una narració de tema i esperit completament medievals, però relatada amb un estil renaixentista i recaragolat sintàcticament i retòricament.
La història de Josef, fill del gran patriarca Jacob degué ser creada quan Corella ja tenia el títol de mestre en Teologia. Es tracta d'una gran amplificació dels capítols del Gènesi, que narren els fets de Josep.
El cartoixà, que es tracta d'una traducció de la Vita Christi, va ser escrit pel cartoixà Ludolf de Saxònia, datat entre 1348 i 1377. La traducció corelliana va aparèixer impresa en quatre lliuraments i reisqué fabulosament: despertà fins i tot l'interès del rei Ferran el Catòlic.
El Psalteri es tracta d'una traducció de salms sobre el text de la Vulgata, amb cultismes procedents del llatí.
Poesies marianes es tracta de l'única obra religiosa en vers creada per Corella. Dintre d'aquest grup cal esmentar la Vida de la sacratíssima verge Maria amb rimes.
La Vesió és un escrit que té tres propòsits: raonar teològicament la puresa de la concepció de Maria, descriure un nou retaule de la capella de Nostra Senyora de Gràcia (que es venerava a l'església de Sant Agustí de València), i lloar mossèn Fernando Díeç.

### Obra mitològica
És en les proses mitològiques on Corella es llueix com a escriptor i on la mostra literària està més marcada per l'estil. Pretén acostar-se als més típics termes de l'antiguitat clàssica per tal de reflectir estats passionals. La narració mitològica permet tota mena de filigranes retòriques i d'exhibicions de mestratge en l'elegant ordenació i cadència dels mots. En aquestes obres Ovidi exercí una gran influència sobre Corella.
Lamentacions de Mirra e Narciso e Tisbe és una trilogia que recull tres dissortats amors que Corella compara amb el seu propi fracàs amorós. La primera part explica la història de l'amor incestuós de Mirra pel seu pare, Cínaras. Està narrada en primera persona i en forma de plany. La segona part és la lamentació de Narcís, causada pel seu propi enamorament en veure's reflectit a l'aigua clara. La tercera part se centra en el llarg parlament dels dos joves, Tisbe i Píram, per trobar-se fora de les seves cases respectives.
En Història de Biblis, qui s'enamorà de Cauno, germà seu, Corella conserva la intenció d'aquells versos, encara que actualitzà diferents detalls a la realitat quotidiana del s.XV.
El raonament de Telamó e de Ulixes en lo setge de Troia davant Agamenó aprés mort Aquil·les sobre les sues armes. Els raonaments són unes peces de tipus oratori, d'estil elevat i contundent, amb troballes en l'expressió i un cert dramatisme.
A Plant dolorós de la reina Hècuba, raonant la mort de Príam e de Policena e d'Astianacres Corella col·loca en boca de la reina Hècuba la descripció de la fi de Troia.
Tota l'obra d'Història de Jason e Medea és posada en llavis de Medea, que explica la ingratitud de Jason per donar exemple a les dones.
La Història de Leànder i Hero és escrita en prosa amb la particularitat que intercala versos estramps.

## Prosa
Després de tot un corrent humanístic que arrenca de Bernat Metge, el principal interès del qual era la moralització i l'ensenyament amb importants dosis del pensament medievalitzant, sorgeix la figura de Roís de Corella, qui influït pels nous aires italianitzants volgué fer en certs aspectes de l'Humanisme una assimilació purament literària, estètica. En aquest sentit, l'Ovidi de l'Ars amandi, de les Heroides i de les Metamorfosis en foren la font clàssica més destacada. De la influència dels humanistes del quatre-cents italià, cal destacar-ne Boccaccio, de qui prengué l'exemple del període ciceronià i les tècniques de la narració sentimental, que en el cas corellià estigueren tan impregnades del to autobiogràfic.
La prosa de Corella és original temàticament en comtats casos. Aspecte aquest que tenia ben poca significació a l'època. Solia elaborar les seves proses a partir de temes extrets dels clàssics, fent-ne, això si, unes recreacions a vegades personalíssimes.

### Prosa autobiogràfica
En primer lloc cal referir-se a la Tragèdia de Caldesa de contingut autobiogràfic. És una peça més aviat curta però la més reeixida literàriament del conjunt. Per una referència històrica del text, — que fou escrita pels voltants de 1458. L'acció se situa a la ciutat de València i narra com una donzella de molt temps desitjada per l'autor, tanca aquest en una cambra mentre ella festeja amb un altre home de condició vilana. L'autor ha de contemplar l'engany per una petita obertura amb la consegüent indignació i nerviosisme. Es descarrega emocionalment mitjançant un poema, que es pot considerar dels millors de la producció corelliana. La dama ha d'admetre la seva culpa amb una total submissió.

### Prosa epistolar
Corella escriví les mostres d'aquest gènere molt probablement entre 1456 i 1462. La primera i més extensa és el Debat epistolar amb el príncep de Viana, escrit entre 1456 i 1458/61, que conté elements temàtics que el relacionen amb la Tragèdia de Caldesa. El tema del debat és el d'haver de triar entre dues dames, una que estima i no és corresposta i, l'altra que és desitjada però que en canvi no estima.
Lletres d'Aquiles e Policena (volum IV, pàgs. 31 i 32), Lletres a Iolant Durleda i Lletra consolatòria poden, pel seu estil, ser datades vers 1458. Iolant Durleda, dama no identificada, podria, segons Riquer, ser la mateixa Isabel Martines de Vera. Li adreça dues breus lletres. En la primera li demana resposta per tal de concertar una entrevista; en la segona constata la joia de l'amant d'haver vist secretament l'amada. Totes dues es clouen amb versos, i són els de segona: Jo desig ésser vostre, e la sort mia / no ho vol que ho sia que insinuen la possibilitat que Corella ja fos eclesiàstic.
A la Lletra consolatòria diu Corella: E per ço germà e senyor, he pres la ploma per respondre a vostra ben raonada lletra, referència que podria fer pensar novament en el príncep de Viana. El tema tracta del consol per al germà e senyor que ha sofert un conflicte amorós. Corella bescanta les dones que cerquen l'home que poden dominar i s'allunyen del qui les vol submises.
De La lletra que Honestat escriu a les dones, datable vers el 1462, només ens n'ha pervingut el fragment final, sobre la mort d'una dona virtuosa.

### Prosa de circumstàncies
El Triümfo de les dones és un llarg parlament de la Veritat, personatge al·legòric, en defensa del sexe femení. Obra a contracorrent de la misogínia de l'època, fou escrita a conseqüència de la polèmica suscitada pel Maldezir de mujeres de Pere Torroella. El títol sembla manllevat a consciència del Triunfo de las mujeres del castellà Juan Rodríguez del Padrón. L'obra es clou amb 18 versos adreçats a la Verge.
Cal mencionar dos epitafis breus. Un en prosa, datable el 1482, dedicat a la Sepultura de mossèn Francí d'Aguilar. L'altre, en vers, dedicat al cavaller Perot de Penarroja. Tots dos cavallers valencians morts en la guerra de Granada.